# András Kun
András Kun, född 8 november 1911 i Nyírbátor, död 19 september 1945 i Budapest, var en ungersk romersk-katolsk präst tillhörande franciskanorden. Han var medlem av Pilkorsrörelsen och ledare för en dödspatrull.

## Biografi
Kun studerade till präst i Rom och tjänstgjorde därefter i ett franciskankloster. År 1943 flyttade han till Budapest. Året därpå blev han medlem av Pilkorsrörelsen, en fascistisk och antisemitisk organisation.
I mars 1944 ockuperade Tyskland Ungern och inledde förintelsen av de ungerska judarna. Pilkorsrörelsen samarbetade med tyska Schutzstaffel (SS) i massmordet. Kun förde befälet över en dödspatrull som massakrerade judar. Hans befallning var vanligen: ”I Kristi namn – ge eld!”
I januari 1945 bröt sig Kuns patrull in i ett judiskt sjukhus på Maros-gatan i Budapest och sköt ihjäl patienter, läkare, sjuksköterskor och andra de påträffade, sammanlagt 170 personer. Vid ett annat tillfälle mördade Kun och hans anhang omkring 100 personer på Sankt Johannes-sjukhuset. Man förde även bort omkring 500 gamla och funktionshindrade judar; samtliga sköts ihjäl och kastades i Donau.
I februari 1945 erövrade Röda armén Budapest och Kun greps. Han ställdes inför en ungersk folkdomstol och dömdes till döden. Han avrättades genom hängning i Budapest den 19 september 1945.